# Łącko (Petite-Pologne)
Pour les articles homonymes, voir Łącko.
Łącko est une localité polonaise, siège de la gmina de Łącko, située dans le powiat de Nowy Sącz en voïvodie de Petite-Pologne.